# Фјоранело (Рим)
Фјоранело је насеље у Италији у округу Рим, региону Лацио.
Према процени из 2011. у насељу је живело 42 становника. Насеље се налази на надморској висини од 111 м.